# Liste der Biografien/Jann
Liste der Biografien |
Portal Biografien |
Personensuche
# |
A |
B |
C |
D |
E |
F |
G |
H |
I |
J |
K |
L |
M |
N |
O |
P |
Q |
R |
S |
T |
U |
V |
W |
X |
Y |
Z |
?
 
Ja |
Jb |
Jd |
Je |
Jh |
Ji |
Jj |
Jl |
Jn |
Jm |
Jo |
Jp |
Jr |
Js |
Jt |
Ju |
Jv |
Jw |
Jy
 
Jaa |
Jab |
Jac |
Jad |
Jae |
Jaf |
Jag |
Jah |
Jai |
Jaj |
Jak |
Jal |
Jam |
Jan |
Jao |
Jap |
Jaq |
Jar |
Jas |
Jat |
Jau |
Jav |
Jaw |
Jax |
Jay |
Jaz
 
Jana |
Janb |
Janc |
Jand |
Jane |
Jang |
Janh |
Jani |
Janj |
Jank |
Janm |
Jann |
Jano |
Janr |
Jans |
Jant |
Janu |
Janv |
Jany |
Janz
Die Liste der Biografien führt alle Personen auf, die in der deutschsprachigen Wikipedia einen Artikel haben. Dieses ist eine Teilliste mit 91 Einträgen von Personen, deren Namen mit den Buchstaben „Jann“ beginnt.

## Jann
- Jann (* 1999), polnischer Sänger und Songwriter
- Jann, Alfred (1858–1921), Schweizer Politiker
- Jann, Beatrice (* 1952), Schweizer Politikerin (FDP), Landammann von Nidwalden
- Jann, Dominique (* 1977), Schweizer Schauspieler
- Jann, Ferdinand (1812–1874), Schweizer Politiker
- Jann, Georg (1934–2019), deutscher Orgelbauer
- Jann, Karl (1814–1877), Schweizer Politiker
- Jann, Mario (* 1980), deutscher Eishockeyspieler
- Jann, Michael (* 1960), deutscher Politiker (CDU)
- Jann, Nicolas (* 1992), deutscher Fußballspieler
- Jann, Peter (* 1935), österreichischer Jurist und Richter
- Jann, Werner (* 1950), deutscher Politik- und Verwaltungswissenschaftler

### Janna
- Jannacci, Enzo (1935–2013), italienischer Sänger und Songtexter, Schauspieler und Kabarettist
- Jannacci, Paolo (* 1972), italienischer Musiker
- Jannaccone, Pasquale (1872–1959), italienischer Wirtschaftswissenschaftler
- Jannach, Harald (* 1972), österreichischer Landwirt und Politiker (FPÖ), Abgeordneter zum Nationalrat
- Jannack, Karl (1891–1968), sorbischer KPD-Funktionär, Politiker (SED) und Domowina-Funktionär
- Jannah, Denise (* 1956), niederländische Jazz-Sängerin
- Jannai, jüdischer liturgischer Dichter
- Jannaki, Jula (* 1978), griechische Komponistin
- Jannaris, Antonios N. (1852–1909), kretischer Gräzist, Sprachwissenschaftler und Neogräzist
- Jannasch, Adolf (1898–1984), deutscher Kunsthistoriker
- Jannasch, Alexander (* 1947), deutscher Jurist, Richter am Bundesverwaltungsgericht
- Jannasch, Hans-Windekilde (1883–1981), deutscher Pädagoge sowie Schriftsteller
- Jannasch, Johannes (* 1991), deutscher Schauspieler
- Jannasch, Lilly (* 1872), deutsch-französische Publizistin und Verlegerin
- Jannasch, Paul (1841–1921), deutscher Chemiker
- Jannasch, Robert (1845–1919), deutscher Jurist, Statistiker und Nationalökonom
- Jannasch, Wilhelm (1888–1966), deutscher evangelisch-lutherischer Theologe
- Jannasch, Willy (1905–1938), deutscher Widerstandskämpfer gegen den Nationalsozialismus
- Jannat, Hamed (* 1989), iranischer Radrennfahrer
- Jannausch, Doris (1925–2017), deutsche Schriftstellerin, Theater-Schauspielerin und Kabarettistin

### Janne
- Janneck, Franz Christoph (1703–1761), österreichischer Maler des Barock, Meister der Feinmalerei
- Janneh, Abdoulie (* 1944), Ingenieur, Geschäftsführer der UN-Wirtschaftskommission für Afrika (ECA)
- Janneh, Abdoulie (* 1970), gambischer Sprinter
- Janneh, Amulie (1935–2009), gambischer Politiker
- Janner, Adolfo (1896–1974), Schweizer Politiker, Tessiner Grossrat, Staatsrat und Nationalrat
- Janner, Aloysio (1928–2016), Schweizer Physiker und Kristallograph
- Janner, Antonino (1917–1982), Schweizer Diplomat
- Janner, Arminio (1886–1949), Schweizer Hochschullehrer und Publizist
- Janner, Barnett, Baron Janner (1892–1982), britischer Adeliger und Politiker, (Liberal Party; Labour Party (UK))
- Janner, Brigitte (* 1945), deutsche SchauspielerinBrigitte Janner (* 1945)

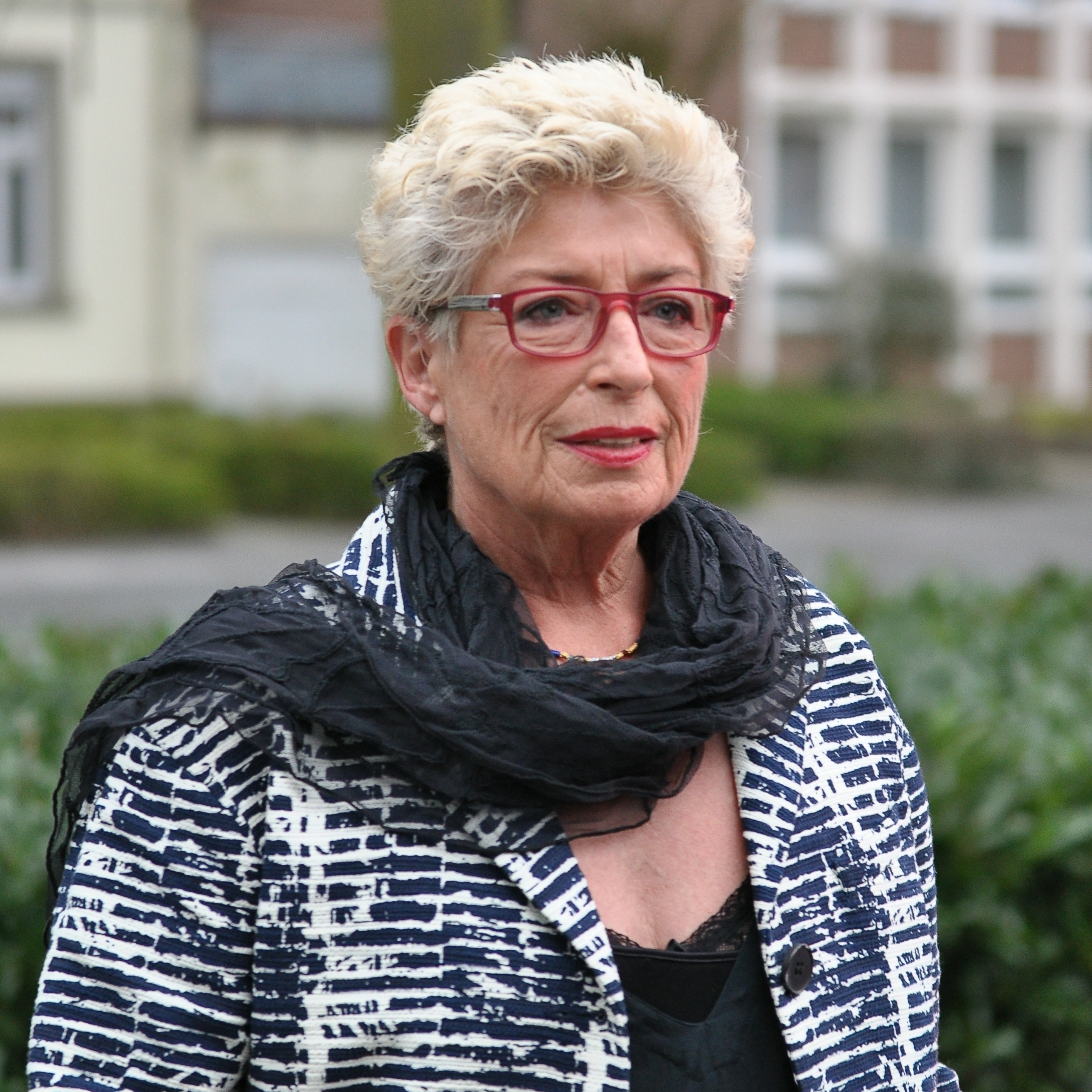
Brigitte Janner (* 1945)

- Janner, Ferdinand (1836–1895), deutscher römisch-katholischer Theologe und Pädagoge
- Janner, Greville, Baron Janner of Braunstone (1928–2015), britischer Politiker (Labour-Party), Mitglied des House of Commons, Rechtsanwalt und Autor
- Janner-Klausner, Laura (* 1963), britische Rabbinerin, Oberrabbinerin des Movement for Reform Judaism im Vereinigten Königreich
- Jannermann, Elke, deutsche Fußballspielerin
- Jannermann, Jasmin (* 1988), deutsche Fußballspielerin
- Jannes, Elly (1907–2006), schwedische Schriftstellerin, Übersetzerin und Journalistin
- Jannes, Kim-Anne (* 1971), Schweizer Autorin
- Jannetta, Peter (1932–2016), US-amerikanischer Neurochirurg
- Jannetty, Marty (* 1962), US-amerikanischer Wrestler
- Janney, Allison (* 1959), US-amerikanische SchauspielerinAllison Janney (* 1959)

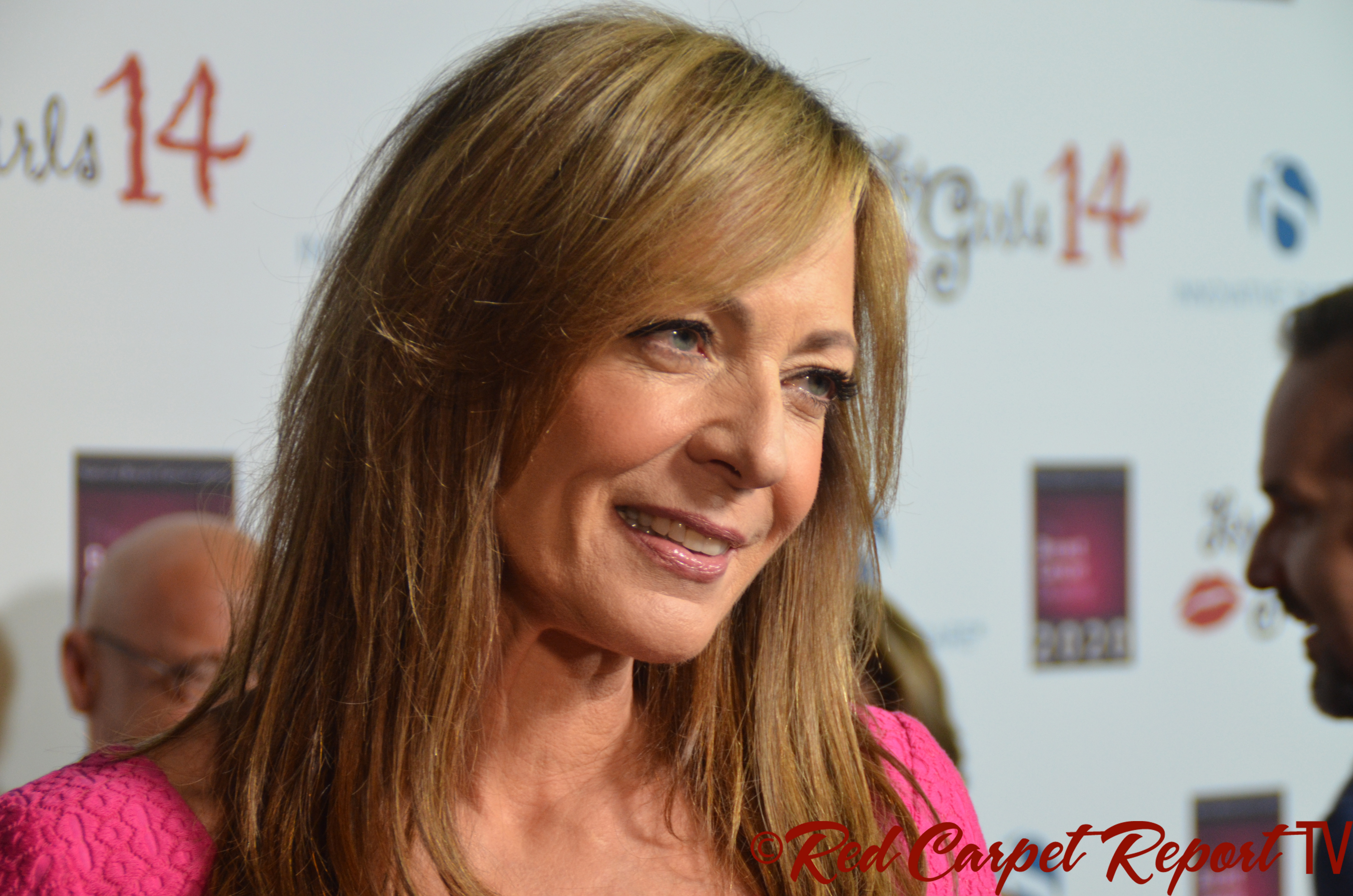
Allison Janney (* 1959)

- Janney, Craig (* 1967), US-amerikanischer Eishockeyspieler
- Janney, Eli (1831–1912), US-amerikanischer Erfinder
- Janney, Reynold (1858–1938), amerikanischer Erfinder
- Janney, Richard Wayne (1945–2021), US-amerikanischer Anglist

### Janni
- Janni, Joseph (1916–1994), britischer Filmproduzent und Drehbuchautor italienischer Herkunft
- Jännicke, Johann Friedrich (1831–1907), deutscher Eisenbahnbeamter, Naturkundler und Kunstschriftsteller
- Jannicke, Werner (1919–1995), deutscher Politiker (SPD), MdA
- Jännicke, Wilhelm (1863–1893), deutscher Botaniker und Hochschullehrer
- Jannidis, Fotis (* 1961), deutscher Germanist (Literaturwissenschaftler und Computerphilologe)
- Jannin, Martial-Pierre-Marie (1867–1940), französischer römisch-katholischer Ordensgeistlicher, Apostolischer Vikar von Kontum
- Jannin, Suzanne (1912–1982), französische Pilotin und Widerstandskämpferin
- Janning, Jasmin (* 2005), deutsche Fußballspielerin und -torhüterin
- Janning, Josef (* 1956), deutscher Politologe
- Janning, Jürgen (* 1939), deutscher Sprecherzieher, Autor und Herausgeber von Märchenliteratur
- Jannings, Emil (1884–1950), deutscher SchauspielerEmil Jannings (1884–1950)

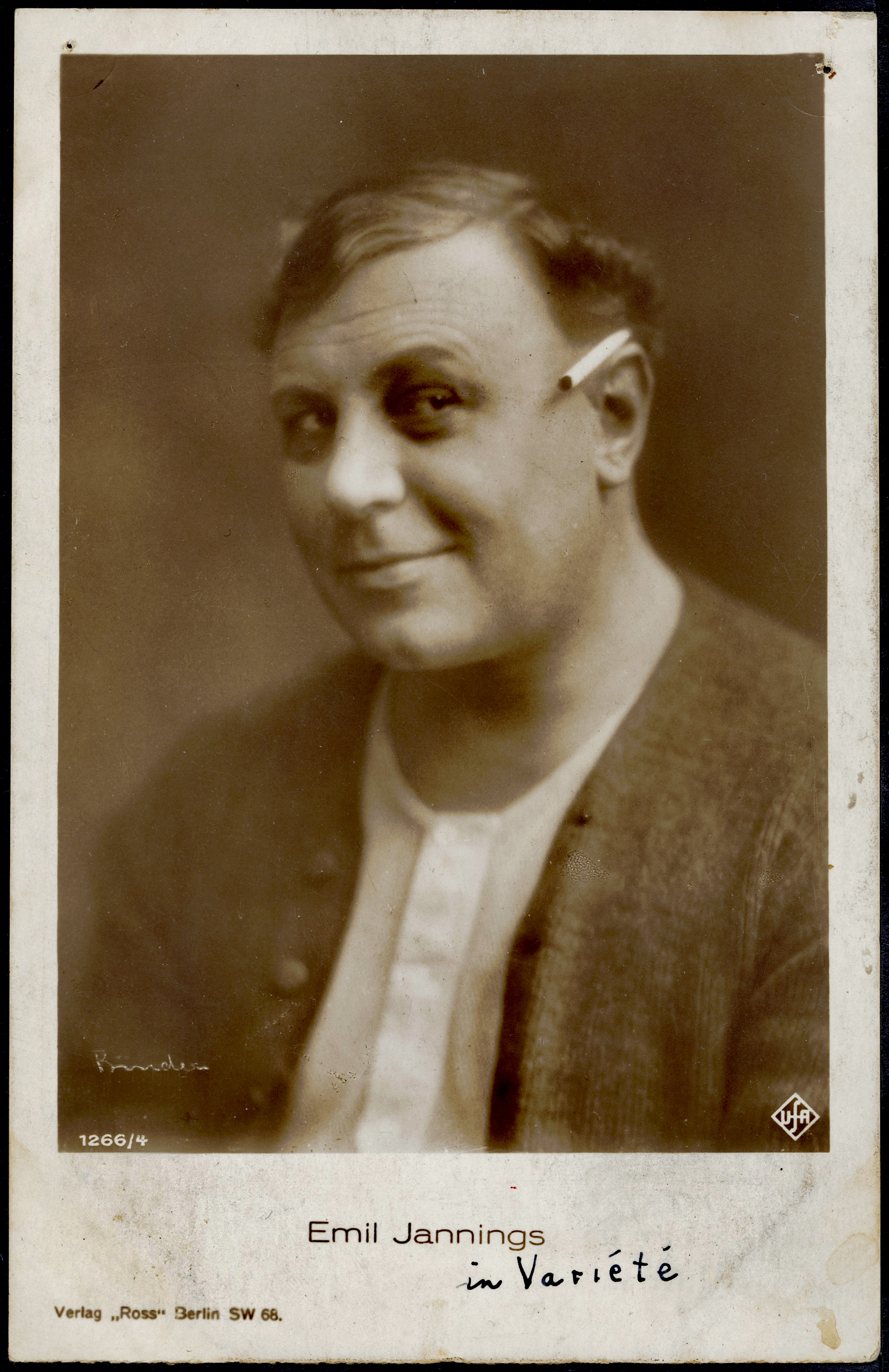
Emil Jannings (1884–1950)

- Jannings, Jörg (1930–2023), deutscher Regisseur
- Jannings, Werner (* 1886), deutscher Kaufmann und Politiker
- Jannini, Pasquale Aniel (1921–1988), italienischer Romanist, Französist, Lusitanist, Brasilianist und Übersetzer
- Jannink, Gerrit (1904–1975), niederländischer Hockeyspieler

### Janno
- Janno, Richard (1900–1942), estnischer Schriftsteller und Journalist
- Jannoch, Hans-Peter (1938–2004), deutscher Dirigent, Komponist und Pianist
- Jannok, Sofia (* 1982), samisch-schwedische Sängerin und Liedschreiberin
- Jannon, Jean (1580–1658), französischer Schriftschneider und Drucker
- Jannoray, Jean (1909–1958), französischer Klassischer und Provinzialrömischer Archäologe
- Jannot, Jean-René (* 1936), französischer Archäologe und Etruskologe
- Jannot, Véronique (* 1957), französische Sängerin und Schauspielerin
- Jannott, Edgar (* 1934), deutscher Vorstandsvorsitzender einer Versicherungsgruppe
- Jannott, Horst (1928–1993), deutscher Versicherungsmanager
- Jannott, Kurt (1887–1968), deutscher Versicherungsmanager
- Jannowitz, Christian August (1772–1839), deutscher Baumwollfabrikant, Erbauer der Berliner Jannowitzbrücke

### Janns
- Jannsen, Eugen Friedrich Reinhold (1853–1930), estnischer Arzt und gesellschaftlicher Aktivist
- Jannsen, Gert (* 1939), deutscher Hochschullehrer und Politiker (Bündnis 90/Die Grünen), MdB
- Jannsen, Harry (1851–1913), estnischer Journalist
- Jannsen, Johann Voldemar (1819–1890), estnischer Intellektueller
- Jannsen, Uwe (* 1954), deutscher Mathematiker

### Jannu
- Jannusch, Andreas (* 1970), deutscher Politiker (Partei Rechtsstaatlicher Offensive), MdHB
- Jannuska, Karl (* 1975), kanadischer Jazzmusiker (Schlagzeug, Komposition)

### Janny
- Janny, Florian (1994–2019), österreichischer Eishockeytorwart
- Janny, Georg (1864–1935), österreichischer Bühnenbild-, Landschafts- und Figurenmaler